# جاك هوف
جاك هوف هو سياسي أسترالي، ولد في 1916، وتوفي في 19 مارس 1971. انتخب عضو الجمعية التشريعية لنيو ساوث ويلز ‏.